# 松本力哉
松本 力哉（まつもと りきや、1990年12月8日 - ）は、日本の元ラグビー選手。

## プロフィール
- 大阪府出身。
- 現役時代のポジションはナンバーエイト(No8)。
- 身長 186cm、体重 102kg
- ニックネームはリキヤ。

## 略歴
高校からラグビーを始めた。 
2009年、汎愛高校卒業後、龍谷大学に入学する。
2012年、龍谷大学ラグビー部の主将に就任した。
2013年、龍谷大学卒業後、ヤマハ発動機ジュビロ(現・静岡ブルーレヴズ)に加入。
2016年10月15日に行われたジャパンラグビートップリーグ第7節のHonda HEAT戦に先発出場で公式戦初出場を果たす。 
2023年、現役を引退した。